# 西方单齿螺
西方单齿螺（学名：Haploptychius occidentalis）为扭轴蜗牛科单齿螺属的动物，是中国的特有物种。

## 分佈
本物種分佈於中國的湖北、四川、长江流域一带等地。
生活环境为陆地，多见于潮湿多腐殖的灌木丛、草丛中以及石块下。